# Baruj Benacerraf
Baruj Benacerraf (ejtsd Barúk Benaszeráf) (Caracas, 1920. október 29. – Jamaica Plain, Boston, Massachusetts, 2011. augusztus 2.) venezuelai-amerikai immunológus. 1980-ban George D. Snell-lel és Jean Daussettel megosztva elnyerte az orvostudományi Nobel-díjat a szervezet saját szöveteinek felismerését lehetővé tevő fő hisztokompatibilitási komplex felfedezéséért.

## Tanulmányai
Baruj Benacerraf 1920. október 29-én született Venezuela fővárosában, Caracasban. Szülei szefárd zsidók voltak; apja Spanyol-Marokkóban, anyja pedig Francia-Algériában született. Apja textil- és cipőnagykereskedéssel foglalkozott és a család üzleti ügyei miatt költözött Venezuelába. Baruj testvére a neves filozófus-matematikus Paul Benacerraf volt. 1925-ben Párizsba költöztek és ott éltek egészen 1939-ig. Baruj itt végezte iskoláit és anyanyelvének a franciát tekintette. A második világháború kitörésekor a család visszatért Venezuelába, 1940-ben pedig Baruj-ot az Egyesült Államokba küldték, hogy a lehető legjobb egyetemi oktatásban részesüljön. Apja azt szerette volna, hogy átvegye az üzletét, de neki ehhez nem volt hajlandósága, ezért kompromisszumként orvosnak kezdett tanulni a Columbia Egyetemen. 1942-ben megkapta BSc diplomáját és megfelelő orvosegyetemet keresett a továbbtanuláshoz, de jó eredményei ellenére szinte mindenütt elutasították, feltehetően azért (ahogyan önéletrajzában írta) mert zsidó volt és külföldi. Vagy 25 visszautasítás után végül a Virginiai Egyetemen kezdett tanulni 1943-ban. Ugyanebben az évben besorozták a hadseregbe is, de engedélyezték neki, hogy szolgálatba lépése előtt elvégezze az egyetemet. Benacerraf hároméves tanulás után megszerezte orvosi diplomáját, elvégezte klinikai gyakorlatát, majd 1946-ban alhadnagyként elkezdte katonai szolgálatát. Katonaorvosként előbb Párizsba, majd Nancyba küldték, 1947-ben pedig leszerelt. 

## Munkássága
1948-ban elhatározta, hogy a praktizálás helyett orvosi kutatással fog foglalkozni, annak ellenére, hogy – ahogyan ő fogalmazott – ez akkoriban "nem volt divatos". Mivel gyerekkorában ő maga is asztmától szenvedett, elsősorban az allergiás betegségek és a szervezet immunrendszere érdekelte. A Columbia Egyetemen Elvin Kabat laboratóriumában kezdte el a munkát és két évig folytatta immunológiai kutatásait. 1950-ben Párizsban élő apja agyvérzést kapott, melybe belerokkant. Benacerraf odaköltözött hozzá (Párizsban élt felesége családja is), hogy gondoskodjék róla, gondját viselje a családi üzletnek és közben folytassa kutatásait a Hôpital Broussais-ban Bernard Halpern, az antihisztaminok felfedezőjének irányításával. Az olasz Guido Biozzi segítségével elsősorban a fagociták működését tanulmányozta. Néhány év elteltével rá kellett jönnie, hogy Franciaországban külföldiként nagyon nehezen tud előrejutni a tudományos életben, ezért 1956-ban visszatért az Egyesült Államokba, ahol a New York University-n kapott oktatói és kutatói állást. 1958-ban docenssé, 1960-ban pedig professzorrá nevezték ki.
Kísérletei során felfigyelt rá, hogy mikor tengerimalacokat próbált immunizálni egy antigénnel szemben, az immunválaszok erőssége erősen eltért az állatok között. Keresztezési kísérletekkel kimutatta, hogy ezek a különbségek öröklődőek, és hogy létezik egy géncsoport (melyet később fő hisztokompatibilitási komplexnek, angol rövidítéssel MHC-nek neveztek el), amely meghatározza a sejtek immunológiai viselkedését. Kiderítette, hogy ezen a géncsoporton múlik, hogy az állatok szövetei indukálnak-e immunológiai reakciót egymással szemben, vagyis alapvető fontosságú szervtranszplantáció esetén a kilökődési reakció elkerülésére.
1968-ban elfogadta a National Institutes of Health ajánlatát immunológiai laboratóriumuk vezetésére. Azonban hiányzott neki az egyetemi környezet és az oktatás, ezért 1970-től a Harvard Egyetem professzoraként és az összehasonlító patológiai tanszék vezetőjeként folytatta pályáját, egészen 1991-es visszavonulásáig. 1980-ban ő lett a vezetője a harvardi Dana-Farber Rákkutató Intézetnek. 

## Díjai
Baruj Benacerraf, az amerikai George D. Snell és a francia Jean Dausset 1980-ban orvostudományi Nobel-díjban részesült a fő hisztokompatibilitási komplex felfedezéséért. Megkapta az Amerikai Patológusok Társulatának Rous-Whipple díját (1985), a Nemzeti Tudományos Érmet (1990), az Amerikai Kísérletes Patológiai Társulat Aranyfejű Bot-díját (1996) és a Charles A. Dana-díjat (1996). Számos egyetem avatta díszdoktorává, közte a New York-i Egyetem, a Yeshiva Egyetem, a Columbia Egyetem, a Harvard Egyetem, a Bordeaux-i Egyetem és a Bécsi Egyetem.  

## Családja
Baruj Benacerraf 1943-ban vette feleségül Annette Dreyfust, aki szintén Párizsból menekült New Yorkba a háború idején. Annette rokona volt az ártatlanul elítélt Alfred Dreyfusnek, valamint a Nobel-díjas francia biológusnak, Jacques Monodnak. Felesége segítette Benacerraf laboratóriumi munkáját is. Egy lányuk született, Beryl Benacerraf (1949), aki radiológus orvos lett.
Baruj Benacerraf 2011. augusztus 2-án halt meg bostoni otthonában, tüdőgyulladás következtében, 90 éves korában.